# Кранђени (Галац)
Кранђени (рум. Crângeni) насеље је у Румунији у округу Галац у општини Намолоаса. Oпштина се налази на надморској висини од 13 m.

## Становништво
Према подацима из 2002. године у насељу је живело 8 становника, од којих су сви румунске националности.